# Anomalía social
Las anomalías o irregularidades sociales son fenómenos, comportamientos o situaciones que se desvían de las normas, expectativas o patrones establecidos en una sociedad.Estas anomalías pueden surgir por diversas razones y pueden tener diferentes impactos en el funcionamiento social.Las anomalías constituyen una parte muy importante de la vida social ya que indistintamente de las diversas formas de control social o la sociedad de que se trate siempre habrá minorías heterogéneas que no cumplirán con las reglas o normas establecidas y esto debe ser regulado de alguna manera para que de esta forma haya una mejor calidad de vida para todos los individuos que conforman el grupo social afectado.

## Tipos
Las anomalías sociales propiamente dichas son aquellas de carácter colectivo y que a su vez se dividen en periódicas (aquellas que ocurren con interrupción en el tiempo. Por ejemplo las guerras, las revoluciones) y permanentes (aquellas que por el contrario ocurren sin interrupción en el tiempo como el alcoholismo, la drogadicción, la prostitución y otras). La Anomalía Social es causada por diversos factores biológicos, psicológicos, filosóficos y sociales..

## Causas
Las causas para que estas irregularidades se den son de dos tipos principalmente: Exógenas, las que provienen del mundo exterior (medio ambiente, necesidades económicas, círculo de amistades o familiar etc.) y Endógenas; aquellas que provienen de interior de individuo (crianza, depresión, patologías mentales etc.). Es importante aclarar que una anomalía puede ser causada tanto endógena como exógenamente al mismo tiempo.

## Etimología
La palabra anomalía proviene del latín y tiene como significado: “discrepancia de una regla o de un uso”.